# Ramón Sáez de Adana
Ramón Sáez de Adana Lauzurica fue un músico y marino militar nacido en Castro-Urdiales, Cantabria, España en 1916 y fallecido en Madrid, España en 1999. Autor en 1966 de la marcha militar Ganando Barlovento.

## Biografía
Hijo de Ramón Sáez de Adana Alonso y de Juana Lauzurica Ruiz de Lazcano, recibió su primera instrucción musical de su padre. Estudió música en Santander desde 1921, luego en Madrid (piano y violín) y París (dirección, composición y violín, premio extraordinario en dicho instrumento).
Tras la Guerra Civil Española ingresó en el Cuerpo de Directores de Música de la Armada. Ingresó en la Escuela Naval Militar, entonces ubicada en San Fernando. Destinado al Departamento Marítimo de Cartagena. Dirigió la Banda del Tercio de Levante de Infantería de Marina. En Cartagena creó con los trabajadores del Astillero la Coral Tomás Luis de Victoria, a petición de la Empresa Nacional Bazán.
Se casó con María de las Nieves Oliver Villar el 16 de mayo de 1947. Tienen seis hijos.
En 1948 creó la banda de la Agrupación de Infantería de Madrid. La dirigió hasta su jubilación. A petición de la Reina Sofía interpretaron el Himno nacional de España en la proclamación de Juan Carlos I en 1975. En 1949 se organizó en Santander un concurso internacional de música, que ganó la Coral de Santander dirigida por él.

## Obra
- La noche de San Juan
- La barquera
- Adaptaciones de obras para banda y orquesta.
- Villancicos y obras corales.
- Díselo (canción de tuna)
- Marchas militares:
  - Ganando Barlovento (1966).